# Фран Левстік
Фран Левстік (*Fran Levstik, *28 вересня 1837, Долнє Ретє —†16 листопада 1887, Любляна) — словенський письменник, поет, драматург, журналіст, філолог, громадський діяч.

## Життєпис
Походив із селянської родини. Народився у селищі Долнє Ретє в 1837 році. Спочатку закінчив сільську школу. Потім навчався у гімназії в Любляні. У 1854 році отримав стипендію для навчання у семінарії в Оломоуці, втім не зміг її закінчити — керівництво угледіло у віршах Левстіка блюзнірство, виступив проти Бога.
Тому Левстік повернувся на батьківщину, де працював домашнім учителем. У 1861 році призначається секретарем Словенської читальні у Трієсті. З 1864 до 1865 року був редактором журналу «Вперед». За свою політичну критику засуджений до тюремного ув'язнення.
У 1864 році він став секретарем товариства «Матиці словенської» в Любляні, потім редактором словенсько-німецького словника. У 1868—1869 роках співпрацював з часописом «Словенський народ». В ці роки бере активну участь у створені словенського театру в Любляні, входить до Словенського драматичного товариства.
У 1869 році перебирається до Відня. Тут став видавати гумористичний журнал «Блазень». У 1870 році словенські патріоти звинуватили Левстіка у зраді, стверджуючи, що його журнал фінансує австрійський уряд. Внаслідок цього втратив усіх підпищиків. Тому повертається до Любляни, де влаштовується до журналу «Люблянські дзвони», водночас займається перекладом словенською законів Австро-Угорщини.
У 1872 році Левстік влаштовується до бібліотеки ліцею Готфріда Майса. Тут працював до самої смерті. Наприкінці життя став страждати від психічного захворювання. Помер у 1887 році. Похований на кладовищі св. Христофора.

## Творчість
Фран Левстік створив задушевну любовну лірику, ліро-епічні вірші в дусі народних пісень, філософсько-дидактичні вірші, класичні балади, сатири на політичне життя і літературних супротивників. Загалом випустив 7 віршованих збірок. Найвідомішими є «Король-вигнанець», «Їзда на Парнас», «Святому Іллі», «Супротивникам».
Його повість «Мартін Крпан» (1858 рік) поклала початок словенській класичній прозі. Вона у творчості Левстіка являє собою багатий реалістичними деталями опис життя, моралі, звичаїв селян, їх постійної прихованої відсічі тиску влади. Усього у доробку Левстіка є 6 повістей.
У філологічних нарисах і статтях виступав за чистоту і народність літературної мови («Помилки словенського письма», 1858 рік). Він вперше в словенській літературі висунув програму реалізму. Водночас намагався поєднати її з фольклорно-романтичними тенденціями («Подорож з Літії до Чатежу», 1858 рік).
У 1860-і роки Левстік зі Йосипом Стритаром і Йосипом Юрчичем здійснив видання серії творів словенських класиків. Редактором книги був Левстік.
Як драматург відчув значний вплив Гете, Шекспіра, Шиллера. Найвідомішими є п'єси «Керування» та «Тугомер». Остання є першою словенською драмою на історичну тематику.
Займався Фран Левстік також перекладами німецьких та російських класиків (Гете, Шиллера, Державіна, Пушкіна).
Творчість письменника мала вплив на формування творчої еліти, в тому числі, словенської  поетеси і перекладача Луїзи Песяк.